# Wolfram Buchenberg
Wolfram Buchenberg (* 1962 in Engelbolz, Rettenberg, Landkreis Oberallgäu) ist ein deutscher Komponist.

## Lebenslauf
Wolfram Buchenberg besuchte ab 1974 das musische Gymnasium in Marktoberdorf, wo er als Mitglied des Jugendchores Ostallgäu unter der Leitung von Arthur Groß prägende Chorerfahrung sammelte.
Ab 1982 studierte er Schulmusik an der Hochschule für Musik und Theater München. Das Examen bestand er mit Auszeichnung. Das Kompositionsstudium bei Dieter Acker schloss er ebenfalls mit Auszeichnung ab und wurde in die Meisterklasse aufgenommen.
Seit 1988 lehrt er an der Hochschule für Musik und Theater München.
In der Saison 2010/2011 arbeitete Wolfram Buchenberg als Komponist für Hagen eng mit dem Philharmonischen Orchester Hagen zusammen.
Im Rahmen dieser Zusammenarbeit komponierte er Im Lichtland des Himmels, eine auszugsweise Vertonung von Pharao Echnatons Sonnenhymnus für Chöre, Orchester und Mezzosopran, sowie das siebensätzige Orchesterwerk SiebenSagen, das sich auf Sagen des Ruhrgebiets bezieht und Anfang Juli 2011 auf CD erschien. 2012 erschien eine weitere CD mit a-cappella-Chorwerken Buchenbergs, eingespielt von Cantabile Regensburg unter Leitung von Matthias Beckert beim Label Spektral. 2015 wurde Buchenberg mit dem Gerhard-Maasz-Preis gewürdigt.

## Kompositorisches Schaffen
Sein kompositorisches Schaffen umfasst Werke verschiedener Gattungen und Stile vom Solo- bis zum Orchesterstück, vom Musical bis zur Messe. In besonderer Weise fühlt er sich jedoch der Chormusik verbunden. Seine Motette Ich bin das Brot des Lebens wurde unter anderem auch zur Messe im Rahmen des Deutschland-Besuches von Papst Benedikt XVI. gesungen.

## Werkübersicht
EF: Edition Ferrimontana
CV: Carus-Verlag
BE: Gustav Bosse Verlag
Ohne Bezeichnung: beim Autor

### Vokalmusik

#### Gemischter Chor
- 2 Stücke für 8-st. gem. Chor; EF 1900

1. Beschwörung
2. Störung

- Mubo!!! für 8-st. gem. Chor; EF 1928
- Vidi calumnias et lacrymas! für 6-st. gem. Chor; EF 1785
- Magnificat für 8-st. gem. Chor; EF 1908
- 4 geistliche Gesänge für 8-st. gem. Chor, Solosopran und Sprecher

(ursprünglich „Proprium zum Aschermittwoch“); CV 7.351
- Als vil in gote, als vil in vride für 8-st. gem. Chor; CV 7.352

nach Texten von Meister Eckhart (1260–1328)
- Klangfelder Raumschwingungen Oszillationen für 8-st. gem. Chor
- Wechselgesang für zwei vierstimmige gemischte Chöre
- Rundgesang für 4-st. gem. Chor
- Weingartner Reisesegen für 5-st. gem. Chor (althochdeutscher Text)
- Messe für 4-st. gem. Chor, Schola, Blechbläserquartett und Orgel (Meßordinarium sowie Halleluia-Ruf, Akklamation zum Hochgebet, Kommuniongesang)
- Missa ad maiorem Dei gloriam für 4-8-st. gem. Chor, Bigband und Bariton (Kyrie, Gloria, Sanctus, Agnus Dei; lateinischer Text)
- Vesper zum 1000-jährigen Bestehen des Bistums Bamberg für 4-st. gem. Chor, Schola, Blechbläserquartett und Orgel
- Cantico di frate sole. Sonnengesang des hl. Franz von Assisi für 4-st. gem. Chor und Sinfonieorchester
- Im Lichtland des Himmels. Sonnenhymnus des Pharaos Echnaton für Kammerchor, großen Chor, Mezzosopran und Sinfonieorchester
- Plenitudo temporis - Fülle der Zeit für 4 Chöre (2 gem., 1 Frauenchor, 1 Männerchor), 4 Trompeten, 4 Posaunen, 2 Hörner und Tuba
- Traumphasen für 4-st. Gesangsensemble, 2 Vibraphone und Kontrabass
- Lobe den Herrn! Psalm 104 für 5-st. Gesangsensemble
- O nata lux für 8-st. gem. Chor und Vibraphon
- Splendor paterne glorie für 8-st. gem. Chor und Violine; CV 7.296
- Trois chansons für 4-8-st. gem. Chor, Harfe und Bassklarinette

1. Pierrot au clair de lune
2. Le Revenant
3. Voici l’hiver arrivé

- Da pacem sabbati! für 8-st. gem. Chor
- Von 55 Engeln behütet für 6-st. gem. Chor; CV 7.377
- Veni, dilecte mi! für 7-st. gem. Chor; CV 9.247
- Tombeau de Josquin Desprez für 16-st. gem. Chor; CV 7.295
- Die Autorocker. Kanon; EF 2078
- Almáttigr Guð! für 6-st. gem. Chor; CV 7.299
- Veni creator Spiritus für 4-8-st. gem. Chor; CV 7.294
- Liebes-Lied für 8-st. gem. Chor; CV 9.237
- The Emigrant für 6-st. gem. Chor; CV 9.238
- Selig seid Ihr für 6-st. gem. Chor; CV 7.297
- Dum medium silentium für 8-st. gem. Doppelchor; CV 7.298

#### Mädchen- oder Frauenchor
- Veni, sancte Spiritus für 4-st. Frauenchor; EF 2052
- 7 Zaubersprüche für 8-st. Mädchen- oder Frauenchor; EF 2133
- Theophanie für Frauenchor, Harfe und Streicher (Dauer ca. 25 min.)

1. Lumineszenz
2. Wüste der Abgeschiedenheit
3. Reigen der Namenlosigkeit Gottes
4. Das Wort aus der stillen Wüste der göttlichen Einfalt
5. Tanz des ewigen Lobpreises

- Missa pro puellis für 3-stimmigen Mädchen- oder Frauenchor und Orgel
- Palindrom (Sator Arepo) für 4-st. Chor, Horn, 2 Trompeten, Posaune und Tuba
- Luz y paz für 8-st. Frauenchor
- Alpha et O, magne Deus für 4-st. Frauenchor und Harfe

#### Männerchor
- Licht – Licht vom Licht für 6-stimmigen Männerchor
- Die Fülle der Zeit im Abgrund Gottes/ Der Geist weht wo er will für 8-stimmigen Männerchor
- Almáttigr Guð! für 6-stimmiges Männerensemble

#### Kinderchor
- Goli goggoli; ein Kinderspiel für 120 Kinder und 30 Heulschläuche. In: Chor aktuell Basis, BE 2338
- Gulla, mille gullala bena für 4-st. Kinderchor; CV 12.322
- Silere et audire für 4- bis 6-st. Kinderchor
- Dandara! für 4-st. Kinderchor

#### Musiktheater
- König Laurin und sein Rosengarten; Kindermusical. Mit Kammerorchester. Momentane Dauer ca. 40 min.
- Carpe Diem; Musical (groß besetzt, abendfüllend)

#### Bearbeitungen, Arrangements
Bearbeitungen für Gemischten Chor:
- O Freude über Freude (6- bis 8-stimmig); CV 7.387
- Kein schöner Land (8-stimmig); in: Lore-Ley (CV 2.201)
- Bunt sind schon die Wälder; CV 2.201
- Ach bittrer Winter (4- bis 7-stimmig); CV 2.201
- Ich hab die Nacht geträumet; CV 2.201
- In stiller Nacht; CV 2.201
- Nun will der Lenz uns grüßen; CV 2.201
- Stille Nacht (5-stimmig); CV 2.201
- Adeste fideles; in: Hodie Christus natus est II; CV 2.090
- Der Heiland ist geboren; CV 2.090
- Ihr Kinderlein kommet; CV 2.090
- Stille Nacht, heilige Nacht (4-st. gem. Chor + Solostimme); CV 2.090
- Jetzt kommen die lustigen Tage (3-st. gem. Chor, Klavier); in: Loreley. Volkslieder für Chor (CV 2.203)
- Aber heidschi bumbeidschi (8-stimmig); CV 9.236
- Nobody knows de trouble (Spiritual, 4-stimmig)
- Balm in Gilead (Spiritual, 4-st. gem. Chor, Klavier)
- Swing low (Spiritual, 6-stimmig); in: Hallelujah. Gospels und Spirituals für gemischten Chor (CV 2.104)

Folklorebearbeitungen für dreistimmigen (Jugend-)Chor und Instrumente
- Israel: Hine mah tow – Psalm 133 (Klavier, Flöte); EF 2097
- Jiddisch: Sha, still (Klavier, Klarinette); EF 1981
- Griechenland: Xekina mja psaropula („Kleiner Fischer, kleiner Kahn“; Klavier, Flöte); EF 2076
- Russland: Schlaf, mein Kindchen (Klavier, Oboe oder Flöte); EF 2095
- Frankreich: La laine des moutons (Klavier, Flöte, ad lib. Streicher); EF 2074
- England: The cuckoo (Klavier); EF 2075
- England: Autumn comes (Klavier); EF 2077
- Mecklenburg: Burlala (Klavier, Violine); EF 2096

Bearbeitungen für gleiche Stimmen
- Maria durch ein Dornwald ging (SSA, Vl, Fl.); in: Hodie Christus natus est I (gleiche Stimmen); CV 2.099
- Es ist für uns eine Zeit angekommen (SSA); CV 2.099
- Au clair de la lune; in: Chor aktuell Basis; BE 2338
- Der Winter ist vergangen; BE 2338
- Ich hab die Nacht geträumet; BE 2338
- Über den Berg; BE 2338
- Wahre Freundschaft; BE 2338

Sätze für 4-st. Männerchor
- Es ist für uns eine Zeit angekommen; EF 1917
- Gegrüßt seist Du, Maria; EF 1914
- In dulci jubilo; EF 1916
- Macht hoch die Tür; EF 1918
- Resonet in laudibus; EF 1913
- Tochter Zion; EF 1915
- Musik, Musik, Musik; EF 3930
- Ich werde jede Nacht von Ihnen träumen; EF 3929

### Instrumentalmusik

#### Solostücke
- Tanz der Saubohnen für Klavier; CV 18.513
- 5 Phantastereien für Harfe; CV 16.053

1. Hirngespinst
2. Traumgesicht
3. Spleen
4. Flüchtige Erscheinung
5. Petite danse pour ChaBa

- 6 Aphorismen für Klavier
- Stadtkultur für Cembalo

1. Hast
2. Einsamkeit
3. Irrsinn
4. Hektik

- Maranatha! – Meditation über Röm 8,18-24 für Orgel

### Kammermusik
- Duell für zwei Pianisten
- 3 Visionen für 2 Klaviere

1. Schamanistisches Ritual
2. Kristallfee im Spiegelkabinett
3. Panta rhei

- 5 kurze Szenen für Fagott und Violoncello
- 3 Miniaturen für Violine und Viola; CV 16.054

1. Pizzicato
2. Flautando
3. Con moto perpetuo

- Saitentänze für 2 Violinen

1. Elfentanz
2. Hatz
3. … aus gläserner Stille …
4. Tanz der wilden Weiber

- Streichtrio für Kinder

1. Stimmen im Wind
2. Hamster Didi trainiert im Laufrad
3. Kätzchen auf nächtlicher Tour
4. Komponist in der Klapsmühle

- Trio für Tuba, Viola und Klavier (oder Tb., Trp., Klav.); CV 16.055

1. Valse
2. Tango notturno
3. Fünfvierteltaktrumbarondo

- 2 Stücke für 7 Violoncelli und Kontrabaß

1. Die Fülle der Zeit im Abgrund Gottes
2. Der Geist weht, wo er will

- Suite für Posaunenquartett

1. Morse?
2. Schleich di!
3. Nostalgischer Anfall
4. Disput
5. Hrglmggl!!!
6. Zugabe

- Dances and movements für 2 Harfen, Flöte, Klarinette und Cello; CV 16.051

1. Tanz der Luftgeister
2. Im Bannkreis der Kristalle
3. Tanz der Mondschatten
4. Tante Frieda’s Midnight-Fox
5. Perpetuum mobile

- Zwiefacher für 2 Harfen, Flöte, Klarinette und Cello; CV 16.052
- Musik für große und kleine Flaschen, Singende Säge, Weingläser und Heulschläuche

### Orchester
- Ein Pariser in Bayern. Hommage à Jean Françaix für Streichorchester
- Organum für Kammerorchester
- The Bells (orig. für Virginal v. William Byrd) instrumentiert für Kammerorchester
- Stück und Gegenstück für Orchester

1. Lamentatio
2. Mit Pauken und Trompeten

- Mummenschanz - 5 Maskentänze für Orchester

1. Dämonen der Finsternis
2. Gestalten wie von Schall und Rauch
3. Tanz der Fratzen
4. Die geheimnisvolle Schöne
5. Totentanz

- Cantico di frate sole. Sonnengesang des hl. Franz von Assisi für 4-st. gem. Chor, Sopran und Sinfonieorchester
- Im Lichtland des Himmels. Sonnenhymnus des Pharaos Echnaton für Kammerchor, großen Chor, Mezzosopran und Sinfonieorchester
- C’est la vie für großes Orchester mit Chor
- 1756–1791 Orchesterstück in drei Sätzen zum Mozartjahr 2006
- SiebenSagen. Eine Ruhrsinfonie in sieben Sätzen

### Sinfonisches Blasorchester
- 3 Tänze für sinfonisches Blasorchester

1. Tango noir
2. Danza enigmática
3. Tarantella

- 4 Allgäuer Sagen für sinfonisches Blasorchester und großen Chor

1. Versunkenes, schlafendes Dorf bei Forggen
2. Das Klobunzele von Kohlhunden
3. Nächtliche Prozession bei Deutenhausen
4. Das Muetesheer bei Rettenberg

## Diskografie
- SiebenSagen - Eine Ruhrsinfonie. Philharmonisches Orchester Hagen, Florian Ludwig. Acousence, 10/2011.
- Wolfram Buchenberg – Chorwerke. Cantabile Regensburg, Matthias Beckert. Spektral-Records, 7/2012.
- Dum medium silentium. Chorwerke. Choral Works. Cantabile Regensburg, Matthias Beckert. Carus, CV 83.504, 2019.